# Regimen Sanitatis Salernitanum
Il Regimen Sanitatis Salernitanum (Regola sanitaria salernitana) è un trattato didattico in versi latini (che sono 3 250) redatto nell'ambito della Scuola medica salernitana nel XII-XIII secolo. È comunemente conosciuto anche come Flos Medicinae Salerni (Il fiore della medicina di Salerno) o Lilium Medicinae (Il giglio della medicina).

## Contenuti
Sebbene sia comunemente datato intorno al XII-XIII secolo, alcune fonti sostengono che risalga al 1050. L'opera, dedicata a un non ben identificato Rex Anglorum (probabilmente Roberto II, duca di Normandia e pretendente al trono d'Inghilterra, che fu a Salerno nel 1099, di ritorno dalla prima crociata), espone le indicazioni della Scuola di Salerno per tutto ciò che riguarda le norme igieniche, il cibo, le erbe e le loro indicazioni terapeutiche. L'autore è sconosciuto, probabilmente si tratta di un'opera collettiva anche se alcuni l'attribuiscono a un tal Giovanni Da Milano, forse un discepolo di Costantino l'Africano; il testo, tuttavia, nel corso dei secoli ha subito diversi contributi.
La prima stampa, contenente 364 versi, fu pubblicata nel 1480 con i commenti di Arnaldo da Villanova; il libro raggiunse un'enorme popolarità ed era tenuto in grande considerazione come testo didattico per l'insegnamento e la divulgazione della medicina, tanto da essere utilizzato a tale scopo fino al XIX secolo. Fu anche tradotto in quasi tutte le lingue europee: arrivò a quasi 40 edizioni prima del 1501, molte delle quali aggiungevano e toglievano materiale dalla versione originale. La prima traduzione in inglese fu fatta da Sir John Harington nel 1608. Secondo alcuni studiosi della Scuola (Baudry de Balzac, Salvatore de Renzi, Ackermann) questo trattato è stato pubblicato in circa 180 edizioni tra il 1500 e il 1830, limite temporale che definisce il libro come antico.
La prima in italiano volgare, con il titolo: Scuola salernitana del modo di conservarsi in sanità. Nuovamente traportata di latino in volgare toscano, fu stampata nel 1587 a Perugia nella tipografia di "Pietroiacomo Petrucci et ad instanzia d'Antonfrancesco Piermattei cittadino perugino", tradotta, come si legge nella prefazione, da Serafino Razzi.
La collezione più cospicua a livello mondiale con diverse decine di esemplari non presenti in biblioteche italiane, è conservata a Salerno, nella biblioteca privata Altieri, ove è possibile esaminare e confrontare circa 120 edizioni, dal 1500 al 1830, di cui alcune illustrate dal tipografo tedesco Christian Egenolf che operò a Francoforte nella metà del XVI secolo, e altre con frontespizi e marche tipografiche di grande interesse storico, artistico e mitologico.
L'importanza di questo testo scientifico è anche testimoniata da due edizioni francesi stampate a Parigi, nel 1625 e nel 1672, dedicate al cardinale Richelieu, così come sono significative quelle stampate ad Amsterdam nel 1658 e completamente tradotte dal latino in olandese.